# توشيكي تاكاهاشي
توشيكي تاكاهاشي (باليابانية: 髙橋 利樹) (مواليد 20 يناير 1998) هو لاعب كرة قدم ياباني.

## وصلات خارجية
- توشيكي تاكاهاشي على موقع رابطة كرة القدم اليابانية للمحترفين (اليابانية)
- توشيكي تاكاهاشي على موقع قاعدة بيانات كرة القدم.إي يو (الإنجليزية)
- توشيكي تاكاهاشي على موقع Soccerway.com (الإنجليزية)
- توشيكي تاكاهاشي على موقع عالم كرة القدم.نت (الإنجليزية)